# Theresia van Portugal

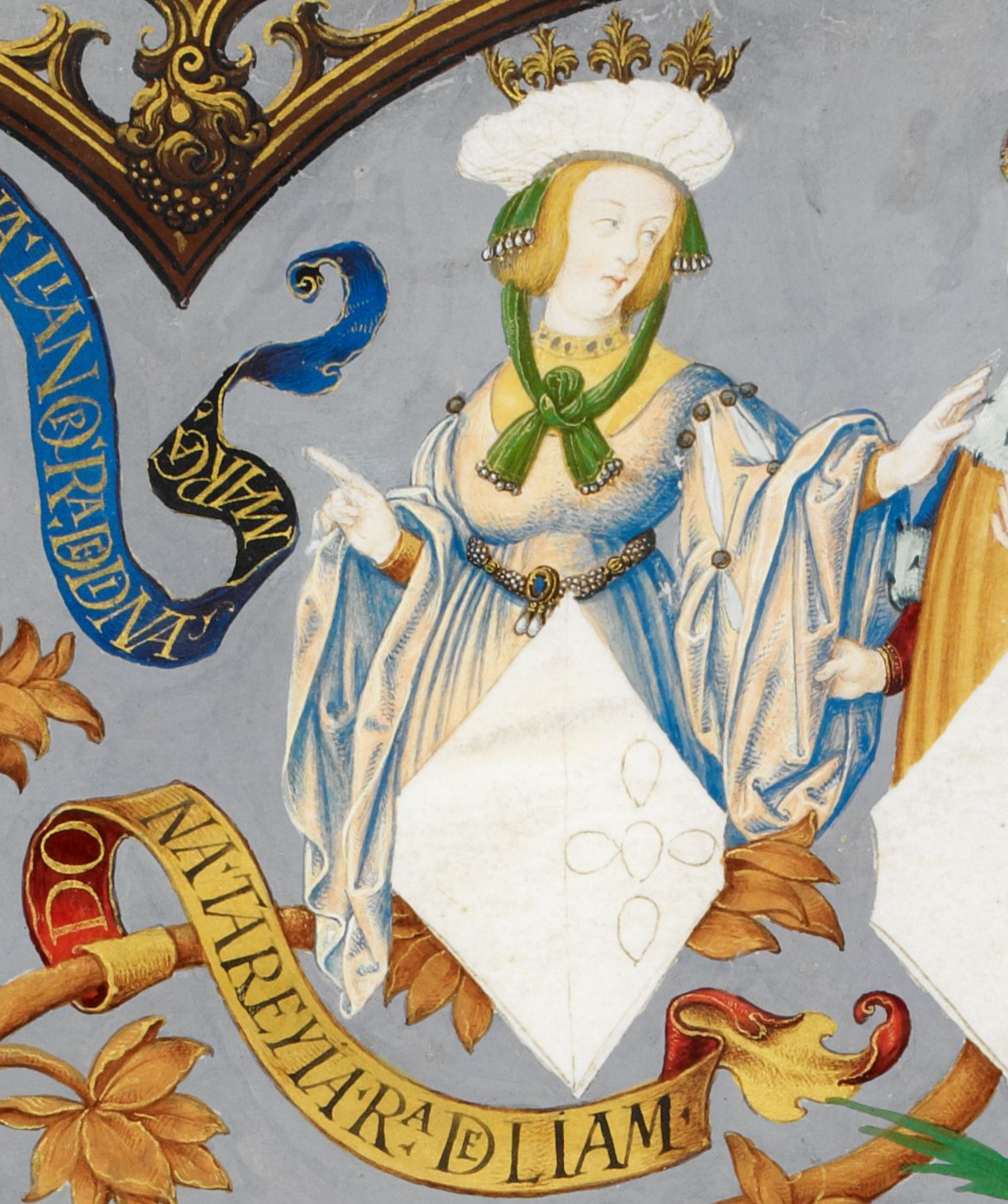
Theresia van Portugal.

Theresia van Portugal (Coimbra, circa 1178 - Lorvão, 12 juni 1250) was van 1191 tot 1197 koningin-gemalin van León. Ze behoorde tot het huis Bourgondië-Portugal en werd in 1705 zalig verklaard door de rooms-katholieke kerk.

## Levensloop
Theresia was de oudste dochter van koning Sancho I van Portugal uit diens huwelijk met Dulce van Barcelona, dochter van graaf Raymond Berengarius IV van Barcelona en koningin Petronella van Aragón. 
In 1191 huwde ze met koning Alfons IX van León (1171-1230), met wie ze drie kinderen kreeg. Het huwelijk werd echter wegens bloedverwantschap in 1197 ontbonden door paus Celestinus III; Theresia en Alfons IX hadden namelijk koning Alfons I van Portugal als gezamenlijke grootvader. Vervolgens keerde Theresia terug naar Portugal en vestigde ze zich in het Benedictinessenklooster van Lorvão, dat ze liet ombouwen tot een cisterciënzerinnenklooster, waar ook haar dochters intraden. 
Na de dood van Alfons IX in 1230 probeerde Theresia de aanspraken van haar dochters op de troon van León door te zetten. Koning Ferdinand III van Castilië, de zoon van Alfons en diens tweede echtgenote Berenguela van Castilië, wist de aanspraken van zijn halfzussen evenwel af te kopen door hen 30.000 goudstukken te betalen. Met dat geld liet Theresia een nieuw cisterciënzerinnenklooster bouwen, waarin haar dochters intraden. Zijzelf stierf in juni 1250 in het klooster van Lorvão, waar ze werd bijgezet in de kloosterkerk.
Op 13 december 1705 werden Theresia en haar zus Sancha zalig verklaard door paus Clemens XI. Haar katholieke feestdag valt op 17 juni.

## Nakomelingen
Theresia en haar echtgenoot Alfons IX kregen drie kinderen:
- Ferdinand (1192-1214), troonopvolger van León
- Sancha (1193-1270), verloofd met koning Hendrik I van Castilië, die voor het huwelijk stierf.
- Dulce (1194-1243)